# Cloud (film)
Cloud è un film del 2024 scritto e diretto da Kiyoshi Kurosawa.

## Trama
Yoshii, un bagarino digitale, si trova un giorno al centro di una serie di eventi violenti privi di spiegazione.

## Promozione
Il teaser trailer del film è stato diffuso online il 18 aprile 2024.

## Distribuzione
Dopo un'anteprima fuori concorso alla 81ª Mostra internazionale d'arte cinematografica di Venezia, il film è stato distribuito nelle sale giapponesi a partire dal 27 giugno 2024 e in quelle italiane da Minerva Pictures il 17 aprile 2025.

## Accoglienza

### Incassi
Il film ha incassato 1062532 $.

### Critica
Su Rotten Tomatoes 95 critici esprimono un gradimento del 93%.
Su Sentieri Selvaggi Cloud è valutato 4,2 stelle su 5: Carlo Valeri scrive che il film di Kurosawa è «un western/noir cibernetico senza via d’uscita morale».